# Kabul Golf Club
Kabul Golf Club was een  Belgische noiserockband o.l.v. Florent Pevée. De band werd opgericht in 2010.
De debuut-EP 'Le bal du rat mort verscheen in 2012'. Het album werd geproduceerd door Micha Volders (Vermin Twins).
De band besliste te stoppen nadat Pevée in 2013 op 22-jarige leeftijd overleed bij een ongeval.

## Discografie
- 2012 Le Bal du Rat Mort (EP)